# Bahnbetriebswerk Lüneburg
Das Bahnbetriebswerk Lüneburg (Kurzform Bw Lüneburg, Abkürzung Lbg) war ein Bahnbetriebswerk für Dampflokomotiven der Deutschen Bundesbahn (DB) und ihrer Vorgängerbahnen in Lüneburg.

Gleisplan des Bahnbetriebswerkes (Bw) Lüneburg:
1: Ringlokschuppen, 16 Stände
2: Drehscheibe, 23 m
3: Wasserturm
4: Wasserkran
5: Schlackegrube
6: Kohlebansen
7: Stellwerk Lf
8: Bahnsteig zwischen Gleis 2 und 3
9: Tankstelle und Wasserfüllanlage (2008)
10: Betriebswerkstatt Lüneburg (2008)
Gleise: Stand November 1984

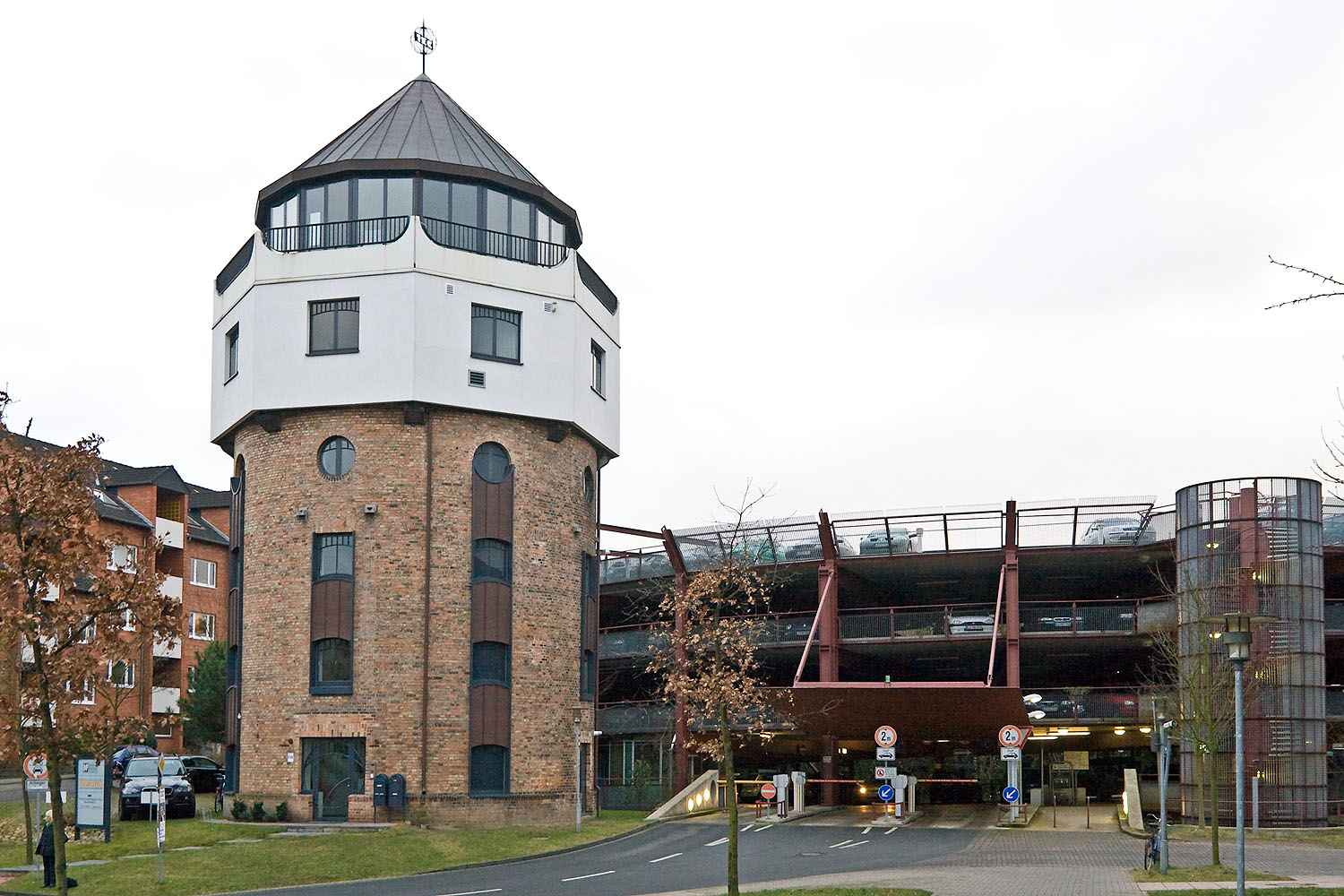
Umgebauter Wasserturm des ehemaligen Bahnbetriebswerkes und P+R-Anlage

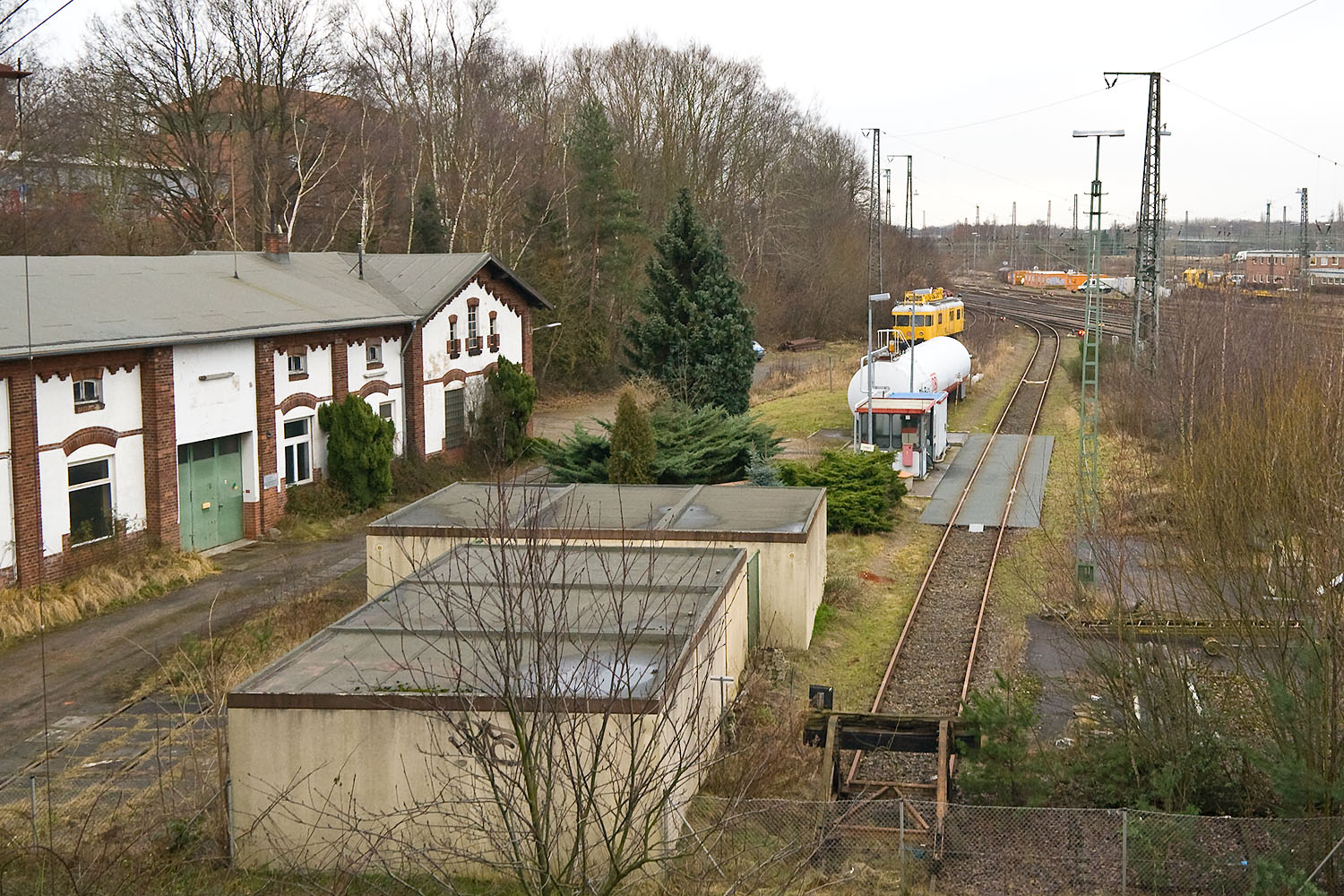
Anlagen der DB Netz auf der südlichen Geländehälfte. In dem erhalten gebliebenen Gebäude ist die Betriebswerkstatt Lüneburg untergebracht.

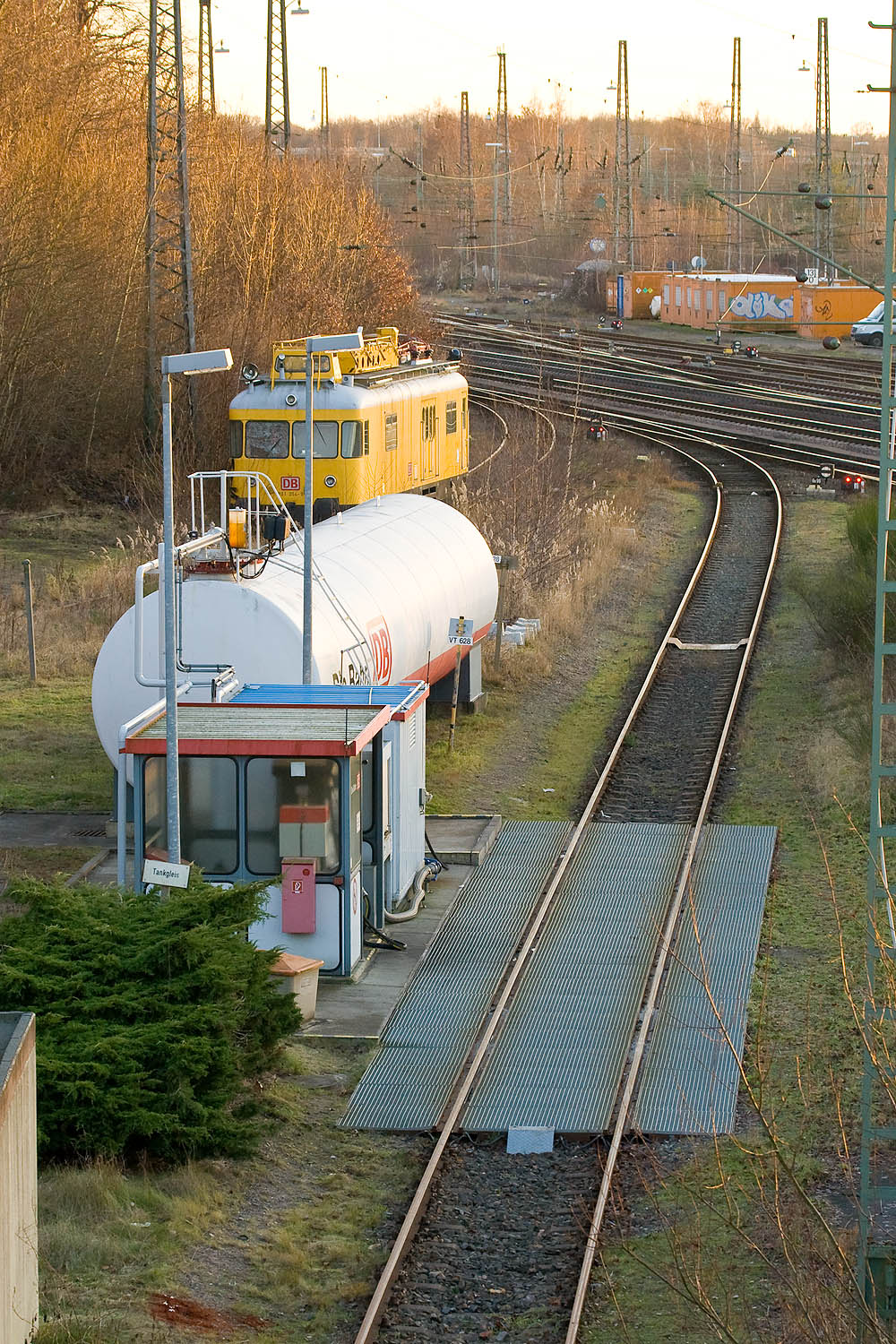
Tankstelle und Wasserfüllanlage, im Hintergrund der Turmtriebwagen der Betriebswerkstatt

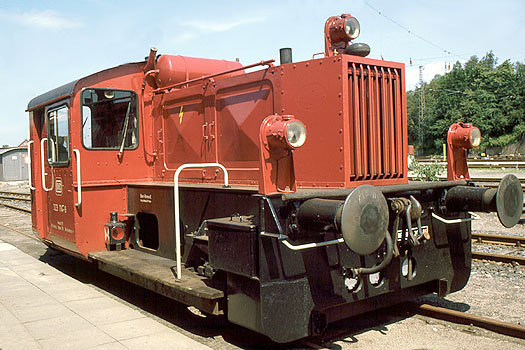
Kleinlokomotiven der Leistungsklasse II (Köf II) waren vor allem in den 1950er-Jahren in Lüneburg beheimatet.

Erstmals wurden 1847 mit der Eröffnung der Bahnstrecke Hannover–Hamburg Schienenfahrzeuge in Lüneburg stationiert. 1960 wurden alle Fahrzeuge an benachbarte Betriebswerke abgegeben und nur noch Betriebspersonal vorgehalten. 1983 wurde die Dienststelle aufgelöst.
In Lüneburg waren hauptsächlich Dampflokomotiven stationiert. Daneben gehörten für kurze Zeit Akkumulatortriebwagen, Schienenbusse und Kleinlokomotiven zum Bestand. Die Größe des Bahnbetriebswerkes wurde im Verzeichnis der Bahnbetriebswerke der Deutschen Reichsbahn aus dem Jahre 1939 mit einer Belegschaft zwischen 200 und 599 Personen angegeben.

## Betriebsanlagen
Das Bahnbetriebswerk befand sich am Ende des Personenbahnhofes Lüneburg Ost, etwa 300 Meter südlich des Empfangsgebäudes, östlich der Gleise der Hauptstrecke Hannover–Hamburg. Zentrales Bauwerk war ein Ringlokschuppen mit 16 Ständen und einer Drehscheibe mit 23 Metern Durchmesser. An der Rückseite des Lokschuppens befand sich ein Wasserturm, der in anderer Funktion erhalten geblieben ist. An die Drehscheibe schlossen sich in Richtung Süden drei Gleise an, die zum Wasserkran und der Schlackegrube, sowie den Kohlebansen führten und in ein Nebengleis des Bahnhofes mündeten. Südöstlich des Lokschuppens befanden sich zwei Nebengebäude des Betriebswerkes, von den eines noch vorhanden ist.
Auf der nördlichen Hälfte des Geländes, auf der sich der Ringlokschuppen und die Drehscheibe befanden, wurde während einer Neugestaltung des Bahnhofsbereiches in den Jahren 1994 bis 2002 eine P+R-Anlage errichtet. Der Wasserturm wurde in ein Bürogebäude umgebaut. Die südliche Geländehälfte wird weiterhin von der Deutschen Bahn genutzt. In dem erhalten gebliebenen Gebäude hat die DB Netz die Betriebswerkstatt Lüneburg untergebracht. Die Gleise des Bahnbetriebswerkes sind auf dem Gelände der Deutschen Bahn noch vorhanden. An einem Gleis, das früher zur Schlackegrube und zum Wasserkran führte, betreibt die DB Netz eine Tankstelle für dieselbetriebene Schienenfahrzeuge und eine Wasserfüllanlage. Ein weiteres Gleis wird von der Betriebswerkstatt zum Abstellen eines Turmtriebwagens zur Fahrleitungsunterhaltung genutzt.

## Geschichte
Als die am 1. Mai 1847 eröffnete Eisenbahnstrecke Hannover–Hamburg von den Königlich Hannöverschen Staatseisenbahnen gebaut wurde, erhielt der Lüneburger Bahnhof einen Wagenschuppen und ein Maschinenhaus für zwei Lokomotiven. Die Wasserversorgung erfolgte mittels zweier Wasserstationen, von denen sich eine an der Ausfahrt Richtung Hamburg und die andere im Maschinenhaus befand. Der Bahnhof wurde erstmals ab 1863 erweitert, als die Strecke nach Lauenburg/Elbe gebaut wurde. Die Berlin-Hamburger Eisenbahn (BHE), die am 31. Dezember 1874 ihre Wittenberge-Buchholzer Zweigbahn eröffnete und dafür einen eigenen Bahnhof, jetzt Lüneburg West, gegenüber dem Staatsbahnhof baute, unterhielt in Lüneburg eine eigene Betriebswerkstätte.
Nach der Verstaatlichung der Berlin-Hamburger Eisenbahn 1884 gab es Überlegungen, die gesamte Bahnhofsanlage grundlegend um- oder völlig neu zu bauen. Das Rangieren war sehr aufwändig und die gesamte Bahnhofsanlage den Anforderungen nicht mehr gewachsen. 1892/93 begannen die Arbeiten zum Umbau des Bahnhofsgeländes, die bis 1900 dauerten. Die betriebliche Konzeption der Gegenwart geht auf diesen Umbau zurück.
Mitte November 1910 wurde eine Ladestation für Akkumulatortriebwagen in Betrieb genommen. Dem ging am 30. August eine Probefahrt eines in Uelzen beheimateten Akkumulatortriebwagens von Lüneburg in das 102,4 Kilometer entfernte Wittenberge voraus. Mit der Probefahrt sollte festgestellt werden, ob ein planmäßiger Verkehr möglich ist. Über das Ergebnis dieser Fahrt ist nichts bekannt, ab November verkehrten regelmäßig Akkumulatortriebwagen zwischen Lüneburg und Wittenberge. Die Ladestation wurde bis Februar 1917 betrieben.
Die ursprüngliche Betriebswerkstätte Lüneburg war eine Dienststelle des Maschinenamtes Stendal und gehörte zur Eisenbahndirektion (ED) Hannover der Preußischen Staatseisenbahnen, nach Bildung der Deutschen Reichsbahn-Gesellschaft umbenannt in Reichsbahndirektion Hannover. Am 1. Oktober 1931 wurde das Bahnbetriebswerk dem Maschinenamt Hamburg-Harburg und damit der Reichsbahndirektion Altona unterstellt.
Aus den 1930er-Jahren ist überliefert, dass im Bahnbetriebswerk neben Lokomotiven auch Eisenbahnwagen gewartet wurden. Ferner waren dem Betriebswerk Kraftwagen zugeteilt. Näheres dazu ist nicht bekannt.
Die Auswirkungen des Zweiten Weltkrieges blieben für das Bahnbetriebswerk Lüneburg bis zum Überfall auf die Sowjetunion zunächst gering. Die großen Raumgewinne an der Ostfront hatten einen riesigen Lokbedarf zur Folge. Das Betriebswerk gab zwischen Juli 1941 und August 1942 fast den gesamten Bestand an Schlepptender-Lokomotiven für den Kriegseinsatz ab. Die Lücken wurden teilweise durch so genannte Leihloks aus Frankreich geschlossen, die dort zwangsweise abgezogen wurden. Ab Mai 1943 wurden Maschinen der deutschen Einheitsbaureihe 50 stationiert, so dass ab 1944 wieder zahlenmäßig der Vorkriegsbestand erreicht war.
Am 22. Februar 1945 wurden der Bahnhof und seine nähere Umgebung von 30 US-amerikanischen Bombern des Typs Martin B-26 „Marauder“ angegriffen. Offiziell wurden dabei 267 Menschen getötet, inoffiziell 350. Der Schienenverkehr wurde fast vollständig lahmgelegt, nur über den Westbahnhof konnten noch unregelmäßig Züge verkehren. Ein zweiter Angriff gegen den Güterbahnhof wurde am 7. April geflogen, bei dem ein mit 400 Häftlingen besetzter KZ-Zug, der zu dem Zeitpunkt im Lüneburger Güterbahnhof abgestellt war, getroffen wurde. Die Zahl der Toten ist nicht bekannt. Nach Kriegsende waren alle baulichen Anlagen des Bahnbetriebswerks bis auf das Magazingebäude und die Werkstätten zerstört.
Das wieder aufgebaute Bahnbetriebswerk gab zum 1. März 1960 alle Dampfloks und einen Monat später zum 1. April auch die Triebwagen ab. Die Auflösung als eigenständige Dienststelle erfolgte am 28. Mai 1960. Die Personaldienststelle in Lüneburg stellte weiterhin das Betriebspersonal für die abgegebenen Fahrzeuge und den örtlichen Rangier- und Übergabedienst. Zum 1. Januar 1983 erfolgte die vollständige Auflösung. Die Anlagen selbst wurden sowohl nach der Auflösung des Bahnbetriebswerks wie auch nach der Auflösung der Personaldienststelle noch zum Abstellen von Schienenfahrzeugen genutzt.

## Bahnstrecken
Lüneburg liegt an drei Staatsbahnstrecken, auf denen die Fahrzeuge des Betriebswerkes zum Einsatz gekommen sind:
- Bahnstrecke Hannover–Hamburg (seit 1847)
- Bahnstrecke Lübeck–Lüneburg (seit 1864)
- Bahnstrecke Wittenberge–Buchholz (seit 1874)

## Fahrzeuge
In Lüneburg waren zur Reichsbahn- und Bundesbahnzeit 30–35 Dampflokomotiven gleichzeitig stationiert. Zur Länderbahnzeit gehörten kurzzeitig Akkumulatortriebwagenpaare zum Bestand, zur Bundesbahnzeit Uerdinger Schienenbusse mit Beiwagen. Die Reichsbahn begann mit der Beheimatung von dieselbetriebenen Kleinlokomotiven. Für die Hilfeleistung bei Unfällen war in Lüneburg ein Hilfszug stationiert. Aus den Jahren 1926 und 1939 ist ein Bestand von zwei Gerätewagen bekannt.

### Baureihen
Der Fahrzeugpark setzte sich zu zwei Dritteln aus schweren Güterzug- und zeitweise auch Personenzuglokomotiven zusammen. Das verbliebene Drittel verteilte sich zu etwa gleichen Teilen auf Güterzug- und Personenzug-Tenderlokomotiven.

#### Länderbahnen
Lüneburg gehörte zum Königreich Hannover. In der Anfangszeit waren Lokomotiven der Hannoverschen Staatsbahn stationiert. Die Berlin-Hamburger Eisenbahn hielt in ihrer Betriebswerkstätte in den ersten Betriebsjahren unter anderem Lokomotiven mit der Achsfolge 1A1n2 vor. Diese Lokomotiven wurden ab Dezember 1869 von Borsig gebaut und trugen die Fabriknummern 2470–2474. Sie wurden als Götterserie bezeichnet, weil sie wie alle Lokomotiven der Berlin-Hamburger Eisenbahn Namen trugen und nach griechischen und römischen Göttern benannt waren. Diese Fahrzeuge wurde zwischen 1893 und 1899 ausgemustert.
Der erste überlieferte Triebfahrzeugbestand der Preußischen Staatseisenbahnen aus dem Jahr 1914 wies 48 Lokomotiven aus insgesamt zwölf verschiedenen Baureihen aus, wobei aus der Hälfte der Baureihen nur ein oder zwei Exemplare in Lüneburg vorhanden waren.
Zum Bestand gehörten drei Akkumulatortriebwagenpaare der Bauart Wittfeld, von denen zwei Neulieferungen ab 1910 und ein weiteres ab 1912 in Lüneburg stationiert waren. Die Triebwagen hatten ursprünglich eine Reichweite von 100 Kilometern. Ab 1911 wurden die Akkumulatoren bei fälligen Plattenwechseln auf einen Fahrbereich von 130 Kilometern umgebaut. Die Akkumulatortriebwagen wurden 1917 wieder aus Lüneburg abgezogen. Eines dieser Wagenpaare, AT 377/378, fiel als Reparationsleistung 1920 an die Polnischen Staatsbahnen (PKP).
Die vor dem Ersten Weltkrieg beheimateten Schnellzuglokomotiven der preußischen Baureihen S 1, S 2, S 3 und S 5.2 wurden während des Krieges oder in den Folgejahren ausgemustert oder abgezogen. Die ebenfalls in Lüneburg beheimatete Baureihe P 4.1 folgte Anfang der 1920er-Jahre. Die Schnell- und Personenzugloks wurden nicht durch andere Fahrzeuge ersetzt. Von den vier Güterzugbaureihen G 3, G 4.2/G 4.3, G 5.2 und G 7.2 blieb nur die letztgenannte bis in die 1920er-Jahre in Lüneburg stationiert. Insgesamt reduzierte sich die Typenvielfalt dauerhaft auf vier bis sechs Baureihen, die gleichzeitig im Bahnbetriebswerk beheimatet waren.

#### Schlepptender-Lokomotiven
Ab 1923 wurde die Baureihe 57.10–35 stationiert. In den Jahren 1928 und 1929 wurde die bereits vor dem Ersten Weltkrieg vorhandene Baureihe 55.7–14 (G 7.2) durch die 55.25–57 ersetzt. Anfang der 1930er-Jahre sank infolge der Weltwirtschaftskrise das Transportvolumen und damit der Bedarf an Güterzuglokomotiven. In Lüneburg wurden deshalb die vorhandenen Lokomotiven der Baureihe 55.0-6 ausgemustert.
Während des Zweiten Weltkrieges wurden fast alle schweren Lokomotiven für den Einsatz an der Ostfront abgegeben, darunter alle Loks der Baureihen 55.25-56, 56.2 (seit Februar 1938 in Lüneburg), 56.20–29 und 57.10–35. Ab Dezember 1940 waren Leihloks der französischen Baureihen 140 K, 040 (preußische G 8.1), 40 TA (1918/19 abgetretene preußische T 13) und 140 D im Einsatz, wodurch die Verluste teilweise ausgeglichen werden konnten. Zwischen Mai und August 1943 erhielt das Bahnbetriebswerk Lüneburg acht Neuanlieferungen der Einheitsbaureihe 50. Im Oktober und November 1943 wurden weitere Lokomotiven dieser Baureihe von der Reichsbahndirektion Königsberg und im Juni 1944 von der Reichsbahndirektion Posen übernommen. 1944 konnte wieder der Vorkriegsbestand von gut 30 Lokomotiven erreicht werden.
Am Ende des Zweiten Weltkrieges und in den Folgejahren gelangten einzelne Lokomotiven verschiedener Typen nach Lüneburg, unter anderem die Baureihe 17, sowie die Baureihen Tp109 und Ty23 der polnischen Staatsbahnen PKP. Diese Loks wurden nach kurzer Zeit an andere Bahnbetriebswerke weitergegeben oder ausgemustert.
Die während des Krieges stationierte Baureihe 50, von der am 31. Dezember 1946 laut Lokzuteilungsliste neun Lokomotiven vorhanden waren, wurde Ende der 1940er-Jahre durch Fahrzeuge der Baureihe 56.20-29 abgelöst, allerdings nur für wenige Jahre. Im Februar 1953 ordnete die Bundesbahndirektion Hamburg an, diese Baureihe nicht mehr auszubessern. Gründe waren ein zurückgegangener Bedarf an Güterzuglokomotiven und ein schlechterer Ausbesserungsstand dieser Baureihe. Im März und April wurde daraufhin die Hälfte der Loks z-gestellt und durch die Baureihe 50 ersetzt. Die z-gestellten Loks wurden in den Bahnbetriebswerken Buchholz (Kreis Harburg) und Hamburg-Harburg abgestellt.
Ab Oktober 1945 bis 1947 wurde ein Bestand von Personenzuglokomotiven der Baureihe 38.10–40 aufgebaut, der bis zum Ende des Betriebswerkes erhalten blieb. Einzelne Fahrzeuge dieser Baureihe waren bereits ab 1933 in Lüneburg stationiert. Der Gesamtbestand von etwa 20 Schlepptenderlokomotiven verteilte sich nach dem Aufbau des 38er-Bestandes zur Hälfte auf Personen- und Güterzugloks.

#### Personenzug-Tenderlokomotiven
Im November und Dezember 1923 wurden fünf Personenzug-Tenderlokomotiven 78.0-5 stationiert. Diese Baureihe war bis in die 1940er-Jahre in Lüneburg beheimatet und wurde zwischen 1941 und 1944 bis auf eine Lokomotive, die in das Bahnbetriebswerk Hamburg-Harburg gelangte, an das Bahnbetriebswerk Hamburg Berliner Bahnhof abgegeben. Ab Januar 1951 wurden in Lüneburg wieder Tenderlokomotiven für den Personenzugverkehr stationiert, diesmal die Baureihe 74.4-13. 1954 gehörten wieder drei Lokomotiven der Baureihe 78.0-5 zum Bestand. Die Beheimatung von Personenzug-Tenderlokomotiven endete 1955 mit der Stationierung von Schienenbussen in Lüneburg.

#### Güterzug-Tenderlokomotiven
Im ersten bekannten Fahrzeugbestand aus dem Jahr 1914 war die preußische T 3 (später 89.70-75) verzeichnet. Diese Baureihe blieb bis in die zweite Hälfte der 1930er-Jahre in Lüneburg stationiert. Dann wurden diese Lokomotiven an die Bahnbetriebswerke Wittenberge und Hamburg-Rothenburgsort abgegeben.
Die Baureihen wechselten vor allem zu Zeiten der Bundesbahn regelmäßig. Seit Ende der 1920er-Jahre waren Lokomotiven der Baureihe 92.5-10 vorhanden, die ab 1945 bis Ende 1946 langsam durch Fahrzeuge der Baureihe 91.3-18 abgelöst wurden. Die Ausmusterung dieser Baureihe in größerem Umfang begann im Bereich der Bundesbahndirektion Hamburg Anfang 1953, weshalb ab 1953 wieder die Baureihe 92.5–10 in das Bahnbetriebswerk zurückkehrte, diesmal für vier Jahre bis 1957.
Von 1945 bis 1948 war in Lüneburg die Baureihe 93.5-12 beheimatet. Im ersten bekannten Nachkriegsbestand aus dem Dezember 1946 waren sieben dieser Lokomotiven und eine der Baureihe 93.0–5 verzeichnet. Ab 1948 folgte als Ersatz für einige Jahre die Einheitsbaureihe 86. Diese Lokomotiven wurden bis zum Winterfahrplan 1952/53 in anderen Betriebswerken der Bundesbahndirektion Hamburg stationiert, vorrangig im Bahnbetriebswerk Buchholz, das die Umläufe übernahm, so dass die Loks weiterhin in Lüneburg anzutreffen waren. 1957 kehrte erneut die Baureihe 93.5–12 in das Bahnbetriebswerk zurück. Bis zur Abgabe aller Lokomotiven 1960 waren in Lüneburg vier bis fünf Maschinen beheimatet.

#### Schienenbusse
Im März 1955 wurden fünf fabrikneue Schienenbusse VT 95 und ebenso viele Beiwagen VB 142 in Lüneburg beheimatet. Ein weiteres Paar folgte im Juli des gleichen Jahres. Die Schienenbusse übernahmen den bis dahin mit Personenzug-Tenderlokomotiven durchgeführten Personenverkehr.

#### Kleinlokomotiven
Erstmals wurden zwei Kleinlokomotiven der Leistungsgruppe I im Dezember 1936 im Bahnbetriebswerk Lüneburg beheimatet. Eine dieser Kleinloks, Kö 0247, später 311 247-1, ist bis in die Gegenwart erhalten geblieben und befindet sich als Leihgabe im Süddeutschen Eisenbahnmuseum Heilbronn. Die Kleinlokomotiven wurden innerhalb der Bundesbahndirektion Hamburg häufig umstationiert, so dass einzelne Fahrzeuge selten länger als ein oder zwei Jahre in einem Betriebswerk blieben. In Lüneburg waren zwischen 1952 und 1959 durchgehend drei bis fünf Kleinlokomotiven Köf II beheimatet. Die Unterhaltung dieser Lokomotiven wurde zum Sommerfahrplan 1959 aufgegeben und vom Bahnbetriebswerk Hamburg-Harburg übernommen. Alle Kleinloks bis auf eine, die an das Bahnbetriebswerk Neumünster ging, wurden nach Harburg umbeheimatet, blieben aber in Lüneburg stationiert.

#### Letzter Fahrzeugbestand
Anfang der 1960er-Jahre waren drei Dampflokbaureihen, 38.10–40, 50 und 93.5–12, sowie Schienenbusse VT 95 beheimatet und Kleinlokomotiven Köf II stationiert. Zum 1. März 1960 wurden die Dampflokomotiven an das Bahnbetriebswerk Hamburg-Harburg und die Schienenbusse und Beiwagen einen Monat später zum 1. April an das Bahnbetriebswerk Buchholz (Kreis Harburg) abgegeben.

### Fahrzeugeinsatz
Die Einsatzgebiete der einzelnen Baureihen sind nicht vollständig bekannt und werden nur im nachgewiesenen Umfang wiedergegeben.
Die Lokomotiven der Berlin–Hamburger Eisenbahn wurden auf der Strecke Wittenberge–Buchholz eingesetzt.
Die stationierten Akkumulatortriebwagen befuhren ab 1910 zunächst die Strecken Lübeck–Lüneburg bis nach Lauenburg und die Strecke nach Wittenberge. Die Batteriekapazität beschränkte die Reichweite auf etwas mehr als 100 Kilometer, so dass für die Rückfahrt aus dem 102 Kilometer entfernten Wittenberge eine erneute Aufladung nötig gewesen wäre. Eine fahrplanmäßige Rückleistung wäre erst nach einem Aufenthalt von mehr als 24 Stunden vorhanden gewesen. Die Triebwagen kehrten deshalb als Schlussläufer am Ende eines planmäßigen Personenzuges zurück. Dieser eher unwirtschaftliche Verkehr wurde bald eingestellt. Im Winter 1913/14 und Sommer 1914 verkehrten die Akkumulatortriebwagen auf der Strecke nach Wittenberge nur noch bis Dömitz, auf der Strecke Hannover–Hamburg nach Hamburg-Harburg und Uelzen und auf der Lübecker Strecke weiterhin bis Lauenburg. Im Sommer 1915 und Winter 1915/16 beschränkte sich der Triebwagenverkehr auf ein Zugpaar nach Harburg.
Die fahrplanmäßige Leistung der Akkumulatortriebwagen sollte im Herbst 1913 an Werktagen 422 Kilometer und an Feiertagen 346 Kilometer betragen. Im Durchschnitt wären das 137 Kilometer pro Akkumulatortriebwagen und Tag gewesen. Tatsächlich wurden im Rechnungsjahr 1913 von allen Akkumulatortriebwagen insgesamt 105.470 Kilometer zurückgelegt, woraus sich eine tägliche Fahrleistung von 96 Kilometern ergab. Das entsprach fast der Reichweite einer Batterieladung, aber nur 70 Prozent der planmäßigen Leistung.
Die Personenzug-Tenderloks der Baureihe 78.0-5 verkehrten im Pendelverkehr Richtung Hamburg, auf der Strecke Lübeck–Lüneburg bis Büchen, teilweise im Durchlauf bis Hamburg Hauptbahnhof, und auf der Strecke nach Dannenberg.
In den 1950er-Jahren wurden Personenzuglokomotiven der Baureihe 38.10–40 auf den Hauptstrecken Hannover–Hamburg und Lübeck–Lüneburg eingesetzt. Die Laufleistung im Dezember 1956 betrug 87.346 Kilometer, entsprechend 280 Kilometer pro Lokbetriebstag. Der Kohleverbrauch lag bei durchschnittlich 15,35 Tonnen pro 1000 Lokkilometer. Im Dezember 1958 betrug die Laufleistung der 38er-Baureihe 75.289 Kilometer, pro Lokbetriebstag waren das 273 Kilometer bei einem Kohleverbrauch von 15,2 Tonnen auf 1000 Kilometern.
Im schweren Güterzugdienst auf der Strecke Hannover–Hamburg kam die Baureihe 57.10–35 zum Einsatz. Die Güterzugloks der Baureihe 50 waren auf den Strecken nach Lübeck und Dannenberg, von dort auch im Eilzugdienst bis Hamburg, unterwegs. Laufleistungen liegen aus dem Dezember der Jahre 1956 und 1958 vor. Die gesamte Laufleistung im Dezember 1956 betrug 47.083 Kilometer, was 188 Kilometer je Lokbetriebstag entsprach. Der Kohleverbrauch lag bei 19,53 Tonnen je 1000 Lokkilometer. Zwei Jahre später betrug die Laufleistung 44.783 Kilometer, entsprechend 196 Kilometer pro Betriebstag. Auf 1000 Kilometern wurden dabei 16,9 Tonnen Kohle verbraucht.
Mit der Einheitsbaureihe 86 wurden Personenzüge auf der Strecke Lübeck–Lüneburg bespannt. Für den Rangierdienst in den Lüneburger DB-Bahnhöfen wurden Güterzug-Tenderloks der Baureihe 93.5-12 eingesetzt. Im Sommer 1959 waren drei, im Winter 1959 zwei Lokomotiven im Verschub tätig. Dabei wurden Tagesdurchschnitte von 107 und 114 Kilometern erreicht.
Die ersten beiden 1936 in Lüneburg beheimateten Kleinlokomotiven wurden in den Bahnhöfen Bienenbüttel und Bevensen, dort die erhaltene Kö 0247 (311 247-1), eingesetzt. Im Bahnhof Bevensen war seitdem ständig eine Kleinlok stationiert. Einsatzbereich der Loks der Leistungsgruppen I und II war der leichte Rangier- und Übergabedienst.
Uerdinger Schienenbusse befuhren die Strecken Lüneburg–Dannenberg, Dannenberg–Lüchow, Lüneburg–Lübeck, Lüneburg–Uelzen, Uelzen–Dannenberg und Lüneburg–Buchholz.

### Fahrzeugbestand
Dargestellt werden ein erster bekannter Fahrzeugbestand der Preußischen Staatseisenbahnen aus dem Jahr 1914, zwei Bestände der Deutschen Reichsbahn (DR) aus der ersten Hälfte der 1930er-Jahre, ein Kriegsbestand aus dem Jahr 1944, drei Bestände, die die Baureihenwechsel Anfang der 1950er-Jahre dokumentieren und der letzte Fahrzeugbestand vor der Auflösung des Bahnbetriebswerkes Lüneburg. Die Kleinlokomotiven sind aufgrund häufiger Umbeheimatungen nur im letzten Bestand von 1960 aufgeführt.
| Typ                   | Baureihe    | Anzahl | Nummern                                                                      |
| --------------------- | ----------- | ------ | ---------------------------------------------------------------------------- |
| Schnellzuglok         | S 1         | 1      | 19                                                                           |
| Schnellzuglok         | S 2         | 1      | 105                                                                          |
| Schnellzuglok         | S 3         | 9      | 229, 270, 271, 272, 283, 285, 286, 287, 288                                  |
| Schnellzuglok         | S 5.2       | 1      | 575                                                                          |
| Personenzuglok        | P 4.1       | 5      | 1804, 1805, 1806, 1807, 1808                                                 |
| Güterzuglok           | G 3         | 2      | 3187, 3188                                                                   |
| Güterzuglok           | G 4.2/G 4.3 | 13     | 3826, 3827, 3828, 3829, 3840, 3841, 3842, 3843, 3844, 3845, 3848, 3849, 3883 |
| Güterzuglok           | G 5.2       | 1      | 4220                                                                         |
| Tenderlok             | G 7.2       | 4      | 4678, 4683, 4684, 4685                                                       |
| Tenderlok             | T 2         | 1      | 6073                                                                         |
| Tenderlok             | T 3         | 7      | 6138, 6139, 6140, 6151, 6152, 6213, 6224                                     |
| Akkumulatortriebwagen | A 3         | 3      | 285/286, 375/376, 377/378                                                    |

| Typ                   | Baureihe | Anzahl | Nummern                                                                                                 |
| --------------------- | -------- | ------ | --- |
| Güterzuglok           | 55.0–6   | 4      | 55 363, 428, 496, 591                                                                                   |
| Güterzuglok           | 55.25–56 | 17     | 55 2526, 2529, 2536, 2736, 2899, 2901, 3099, 3105, 3512, 3598, 3644, 4017, 4216, 4591, 4796, 5208, 5486 |
| Personenzug-Tenderlok | 78.0–5   | 6      | 78 216, 415, 416, 417, 418, 419                                                                         |
| Güterzug-Tenderlok    | 89.70–75 | 6      | 89 7130, 7200, 7201, 7202, 7204, 7441                                                                   |

| Typ                   | Baureihe | Anzahl | Nummern                                                                               |
| --------------------- | -------- | ------ | ------------------------------------------------------------------------------------- |
| Personenzuglok        | 38.10–40 | 1      | 38 2648                                                                               |
| Güterzuglok           | 55.25–56 | 14     | 55 2521, 2529, 2536, 2706, 2727, 2899, 2901, 3099, 3105, 3512, 3598, 4017, 5208, 5486 |
| Güterzuglok           | 57.10–35 | 8      | 57 1783, 2044, 2224, 3347, 3348, 3393, 3394, 3395                                     |
| Personenzug-Tenderlok | 78.0–5   | 6      | 78 415, 416, 417, 418, 419, 426                                                       |
| Güterzug-Tenderlok    | 89.70–75 | 3      | 89 7200, 7202, 7444                                                                   |
| Güterzug-Tenderlok    | 92.5–10  | 1      | 92 614                                                                                |

| Typ                | Baureihe    | Anzahl |
| ------------------ | ----------- | ------ |
| Personenzuglok     | 38.10–40    | 1      |
| Güterzuglok        | 50          | 13     |
| Güterzug-Tenderlok | 92.5–10     | 4      |
| Güterzuglok        | 140 D       | 6      |
| Güterzuglok        | 040 (G 8.1) | 3      |
| Güterzug-Tenderlok | 40TA (T 13) | 4      |

| Typ                | Baureihe | Anzahl | Nummern                                                             |
| ------------------ | -------- | ------ | ------------------------------------------------------------------- |
| Personenzuglok     | 38.10–40 | 9      | 38 1196, 1255, 1277, 1642, 2326, 3316, 3742, 3746, 3887             |
| Güterzuglok        | 56.20–29 | 11     | 56 2049, 2230, 2255, 2803, 2808, 2811, 2815, 2875, 2894, 2895, 2904 |
| Güterzug-Tenderlok | 86       | 7      | 86 335, 443, 494, 495, 496, 497, 516                                |
| Güterzug-Tenderlok | 91.3–18  | 8      | 91 1324, 1346, 1478, 1602, 1715, 1725, 1731, 1784                   |

| Typ                   | Baureihe | Anzahl | Nummern                                                             |
| --------------------- | -------- | ------ | ------------------------------------------------------------------- |
| Personenzuglok        | 38.10–40 | 11     | 38 1196, 1255, 1277, 1642, 1834, 2007, 2326, 3316, 3742, 3746, 3887 |
| Güterzuglok           | 56.20–29 | 9      | 56 2237, 2255, 2427, 2560, 2561, 2803, 2808, 2813, 2904             |
| Personenzug-Tenderlok | 74.4–13  | 8      | 74 448, 668, 677, 703, 706, 719, 722, 1244                          |
| Güterzug-Tenderlok    | 91.3–18  | 6      | 91 1027, 1324, 1478, 1602, 1731, 1783                               |

| Typ                   | Baureihe | Anzahl | Nummern                                                                   |
| --------------------- | -------- | ------ | ------------------------------------------------------------------------- |
| Personenzuglok        | 38.10–40 | 12     | 38 1196, 1255, 1277, 1642, 1834, 2007, 2326, 2884, 3316, 3742, 3746, 3887 |
| Güterzuglok           | 50       | 9      | 50 261, 321, 324, 366, 392, 887, 928, 1023, 1605                          |
| Personenzug-Tenderlok | 74.4–13  | 7      | 74 668, 677, 703, 706, 719, 722, 1244                                     |
| Güterzug-Tenderlok    | 92.5–10  | 4      | 92 718, 751, 1006, 1010                                                   |

| Typ                | Baureihe | Anzahl | Nummern                                                 |
| ------------------ | -------- | ------ | ------------------------------------------------------- |
| Personenzuglok     | 38.10–40 | 9      | 38 1610, 1834, 1887, 2007, 3316, 3404, 3579, 3726, 3874 |
| Güterzuglok        | 50       | 10     | 50 261, 324, 366, 392, 722, 887, 928, 1023, 1661, 3139  |
| Güterzug-Tenderlok | 93.5–12  | 5      | 93 652, 664, 1150 Z-Loks: 93 546, 940                   |
| Schienenbus        | VT 95    | 6      | VT 95 9590, 9591, 9592, 9593, 9594, 9657                |
| Beiwagen           | VB 142   | 6      | VB 142 490, 491, 492, 493, 494, 498                     |
| Kleinlok           | Kö II    | 6      | Kö 4267, 4378, 4806 Kbf 5222, 5246 Köf 6150             |

## Belege
Die Informationen dieses Artikels entstammen zum größten Teil aus
- Das Bw Lüneburg. In: Matthias Fuhrmann (Hrsg.): Deutsche Bahnbetriebswerke und der Triebfahrzeugpark der deutschen Eisenbahnen von 1920 bis heute. GeraNova Zeitschriften-Verlag, ISSN 0949-2119.